# 諾布維尤鎮區 (密蘇里州克勞福德縣)
諾布維尤鎮區（英語：Knobview Township）是位於美國密蘇里州克勞福德縣的一個行政鎮區。

## 地方資料
諾布維尤鎮區的面積為126.67平方千米，當中陸地面積為125.62平方千米，而水域面積為1.05平方千米。根據2020年美國人口普查的數據，當地共有人口1438人，而人口密度為每平方千米11.35人。